# 生駒粂蔵
生駒 粂蔵（生駒 粂造、いこま くめぞう、1874年7月22日 - 1944年7月11日）は、明治後期から昭和前期の新聞記者、ジャーナリスト、評論家、翻訳家。報知新聞社調査部長や芸備日日新聞主筆兼編集長を務め、相撲記者の長老として、角界の批評、随筆等に活躍した。将棋界の発展にも貢献し、東京将棋連盟（現・日本将棋連盟）名誉顧問・評議委員を務めた。別名、翺翔（こうしょう、ごうしょう）。聖公会信徒。

## 人物・経歴
1874年（明治7年）7月22日生まれ。1896年（明治29年）、東京・築地の立教大学卒業。
1899年（明治32年）、東京毎日新聞社に入社。明治35年、藝備（芸備）日日新聞主筆兼編集長を経て、報知新聞社に入社。相撲記者としても、角界の批評、随筆等で活躍する。
1924年（大正13年）9月8日、東京将棋連盟（現・日本将棋連盟）の発足に際して、太田正孝(報知新聞副社長、のちの自治庁長官）らとともに名誉顧問となり、生駒は評議員にも就任する。1927年（昭和2年）には報知新聞の将棋担当の記者でもあった生駒は、チェスの「シールドムーブ」を参考に将棋の「封じ手」を考案した。
家族は6名おり、囲碁、将棋、相撲、芝居等を趣味としていた。1925年（大正14年）には、立教大学出身の新聞雑誌関係者で組織する「アルファ會」（立教大学記者クラブ）に米田實（朝日新聞社顧問）、永井万助（朝日新聞外報部長）らとともに所属している。
米国聖公会が設立した聖路加国際病院や立教学院を支援した渋沢栄一の評伝を著すとともに、渋沢が敬服したタウンゼント・ハリス（初代米国総領事、聖公会信徒）の手録を翻訳した。

## 主な著作
- 『渋沢栄一評伝』（内題 男爵渋沢栄一伝）有楽社 1909年（明治42年）1月1日
- 『維新秘史 日米外交の眞相』タウンゼント・ハリス手録 訳 金港堂書籍 1913年（大正2年）11月25日